# Allied Breweries

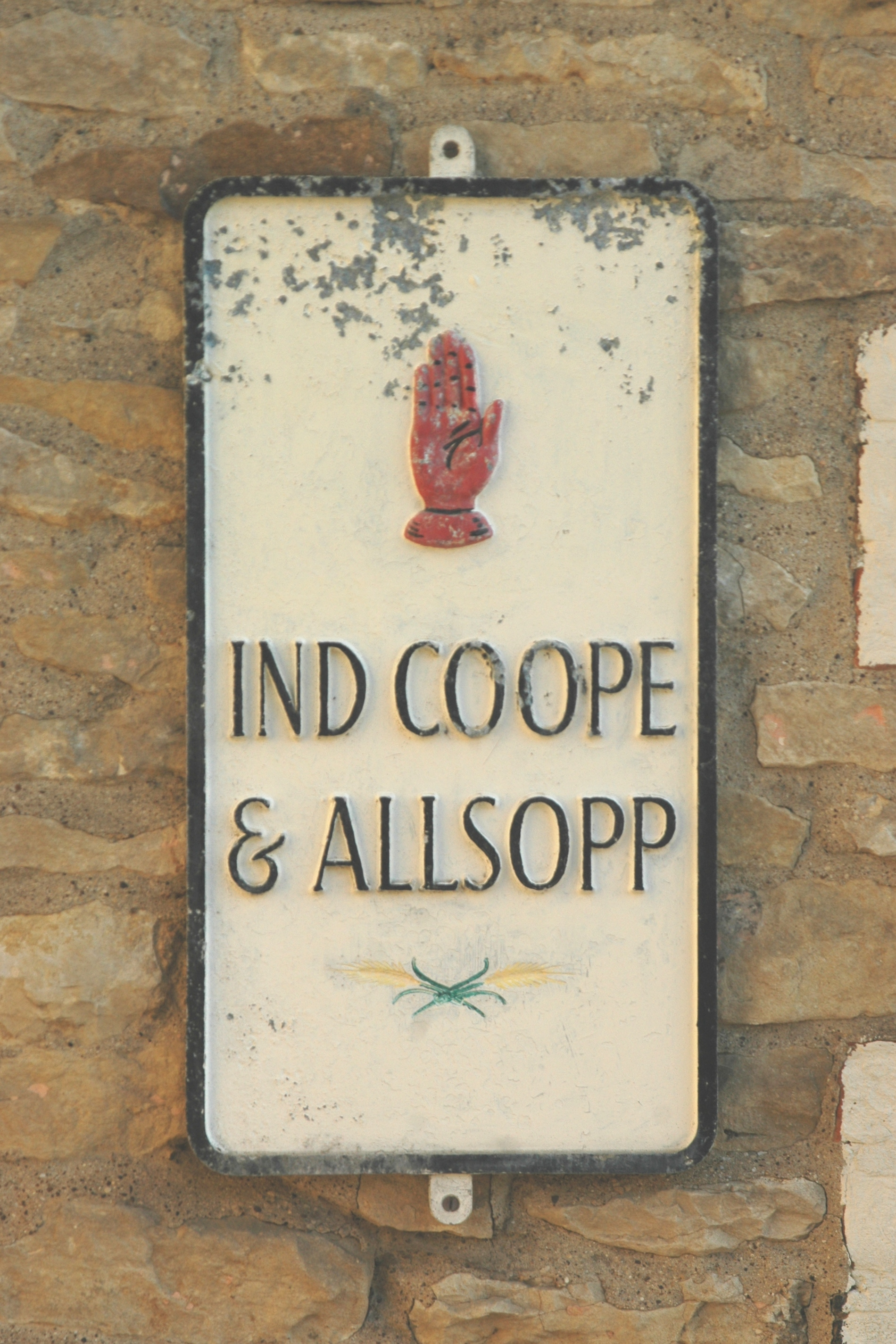
Bordje van Ind Coope & Allsop aan een Engelse pub

Allied Breweries was een Brits horeca- en brouwbedrijf dat in 1961 ontstond na de fusie tussen Ind Coope (Burton), Ansells (Birmingham) en Tetley Walker (Leeds).

## Voorgeschiedenis
Ansells was een brouwerij gesticht in 1858 door Joseph Ansell te Birmingham. In 1881 verhuisde zij naar een nieuwe brouwerij in het naburige Aston. Het bedrijf werd een besloten vennootschap in 1901 en groeide door de overname van verschillende lokale bierbrouwerijen. 
Ind Coope & Co werd gesticht te Romford. In 1799 nam Edward Ind de Star Brewery over, die in 1709 gesticht was te Romford. In 1845 werden Octavius Edward Coope en George Coope bij de firma Edward Ind betrokken en werd deze hernoemd in Ind Coope. In 1856 werd een brouwerij te Burton upon Trent geopend. Ind Coope ging in 1934 samen met Samuel Allsopp & Sons, waarna de naam werd gewijzigd in Ind Coope & Allsop. Na de Tweede Wereldoorlog nam deze combinatie meerdere brouwbedrijven over: onder meer Benskins uit Watford (1957) en Taylor Walker uit Londen (1959). De Barley Mow Brewery van Taylor Walker in de wijk Limehouse werd in 1960 gesloten en afgebroken in de jaren 1960.
Tetley Walker was het resultaat van de fusie in 1960 van Joshua Tetley uit Leeds (gesticht in 1822) en Walker's uit Warrington (gesticht in 1864).

## Groei
In 1961 gingen de drie brouwbedrijven een fusie aan. Op dat ogenblik bezaten zij samen twaalf brouwerijen en 11% van de pubs in het Verenigd Koninkrijk. Het bedrijf ging verder met overnames, onder meer van het failliete Meux Brewery uit Guildford (1961).
Het bedrijf was in 1964 een van de initiatiefnemers voor het mondiale biermerk Skol. In Nederland nam Allied Breweries Oranjeboom en Drie Hoefijzers over. Dezen werden samengevoegd en brouwden vanaf 1973 Skol.
Tegen het einde van de jaren zestig begon het bedrijf te diversifiëren door fabrikanten van frisdrank, cider en wijn over te nemen. 
In 1978 nam Allied Breweries de voedings- en restaurantgroep J. Lyons over. De resulterende combinatie heette vanaf 1981 Allied Lyons.
De brouwerij van Aston (voorheen Ansells) staakte de productie in 1981 en verdere productie werd verplaatst naar de brouwerij te Burton. 

## Ontbinding
In 1989 werden in het Verenigd Koninkrijk de Beer Orders uitgevaardigd. Hiermee werd het systeem doorbroken waardoor pubs in eigendom van het brouwbedrijf verplicht de bieren uit de eigen brouwerij moesten afnemen. Het antwoord van de brouwbedrijven was het scheiden van brouw- en horeca-activiteiten.
Allied Lyons verkocht in 1993 vijftig percent van zijn aandeel in zijn brouwactiviteiten aan Carlsberg. De joint venture Carlsberg-Tetley die zo tot stand kwam, werd mede genoemd naar de Tetley-brouwerij in Leeds, waar de productie grotendeels werd geconcentreerd, naast de brouwerij in Northampton. In 1997 werd ook de overige vijftig percent aan Carlsberg verkocht. Carlsberg-Tetley staat sinds 2004 bekend als Carlsberg UK. Carlsberg kondigde in 2011 aan de brouwerij in Leeds te sluiten. 
De brouwerijen in Burton (voorheen Ind Coope) werd in 1997 verkocht aan Bass. Door de serie van overnames en naamsveranderingen is Coope Burton Brewery tegenwoordig eigendom van Molson Coors en actief onder de naam Burton North Brewery. 
De divisie van de pubs werd in 1999 verkocht aan Punch Taverns. Punch Taverns kondigde in 2010 aan dat het voor de Londense pubs de oude naam Taylor Walker weer ging invoeren.
De rest van Allied Lyons ging in 1994 een fusie aan met sherrymaker Domecq, wat leidde tot de nieuwe naam Allied Domecq. Dit bedrijf had verschillende interessante sterkedrankmerken in portefeuille zoals Sauza tequila, Beefeater gin, koffielikeur Kahlúa, en Ballantine's whisky. De Franse sterkedrankgigant Pernod Ricard deed in 2005 een geslaagd openbaar overnamebod en verkocht sommige merken door aan het Amerikaanse Fortune Brands en het Britse Diageo. 